# ژان گاپیا-نیونزیما
ژان گاپیا-نیونزیما (زادهٔ ۱۲ ژوئیهٔ ۱۹۶۳، در بوجومبورا) کنشگر حقوق بشر اهل بوروندی است. او رئیس و بنیانگذار انجمن ملی حمایت از افراد مبتلا به ایدز (ANSS) است و اولین فردی از کشور بود که علناً اعتراف کرد که به اچ‌آی‌وی مبتلا شده است.